# Tyrrell 014
La Tyrrell 014 fu una monoposto del team Tyrrell che corse in Formula 1 nelle stagioni 1985 e 1986.
Progettata da Maurice Philippe e Brian Lisles, disponeva di un motore turbo Renault 1.5 V6.
Il modello esordì nel GP di Francia 1985 con Martin Brundle ed ottenne come miglior risultato il quarto posto nel Gran Premio d'Australia con Ivan Capelli.
Nel 1986 la 014 venne presentata al via solamente dei primi gran premi, per poi essere sostituita dal modello 015.
Si trattava sostanzialmente di una evoluzione del modello  "Tyrrell 012", che pur montando un motore aspirato meno potente era stato già sovradimensionato in vista dell'esordio con un motore Turbo.